# Neoscombrops pacificus
Neoscombrops pacificus är en fiskart som beskrevs av Mochizuki, 1979. Neoscombrops pacificus ingår i släktet Neoscombrops och familjen Acropomatidae. Inga underarter finns listade i Catalogue of Life.